# WASP-74
WASP-74 — одиночная звезда в созвездии Орла на расстоянии приблизительно 391 светового года (около 120 парсеков) от Солнца. Вокруг звезды обращается, как минимум, одна планета.

## Характеристики
WASP-74 — жёлто-белая звезда спектрального класса F9. Видимая звёздная величина звезды — +9,7m. Масса — около 1,48 солнечной, радиус — около 1,64 солнечного. Эффективная температура — около 5990 K, металличность звезды оценивается в 0,39. Возраст звезды определён около 2 млрд лет.

## Планетная система
В 2011 году у звезды обнаружена планета (WASP-74 b).